# 지우마르 두스 산투스 네베스
지우마르(Gilmar) 또는 지우마르 두스 산투스 네베스(Gylmar dos Santos Neves)는 브라질의 전 축구 선수이다. 1958년, 1962년, 1966년 월드컵에 브라질 대표 일원으로 참가하였다.